# Kuikkapää
Kuikkapää är ett fjäll tillhörande Saariselkäryggen i Finland.   Den ligger i den ekonomiska regionen Norra Lappland och landskapet Lappland, i den norra delen av landet, 900 km norr om huvudstaden Helsingfors. Toppen på Kuikkapää är 676 meter över havet, eller 296 meter över den omgivande terrängen. Bredden vid basen är 12,4 km.
Terrängen runt Kuikkapää är huvudsakligen lite kuperad.  Trakten runt Kuikkapää är nära nog obefolkad, med mindre än två invånare per kvadratkilometer. Det finns inga samhällen i närheten. Omgivningarna runt Kuikkapää är i huvudsak ett öppet busklandskap.